# Alucita acalles
Alucita acalles är en fjärilsart som beskrevs av Walsingham 1915. Alucita acalles ingår i släktet Alucita och familjen mångfliksmott, (Alucitidae). Inga underarter finns listade i Catalogue of Life.